# Новаэс, Гиомар
Гиомар Новаэс (Новайс, порт.-браз. Guiomar Novaes; 28 февраля 1896, Сан-Жуан-да-Боа-Виста — 7 марта 1979, Сан-Паулу) — бразильская пианистка.

## Биография
Росла в религиозной семье, в которой было 19 детей. Занималась музыкой с 8 лет. Освоила ноты раньше, чем научилась читать и писать. Училась в Сан-Паулу у Эужениу Ногейра (порт. Eugênio Nogueira) и Луиджи Кьяффарелли, затем в 1909—1911 годах в Парижской консерватории у Изидора Филиппа. В последующие несколько лет гастролировала по Европе, выступая вместе с такими выдающимися музыкантами, как Джордже Энеску и Жак Тибо. В 1915 году вернулась из Европы в Америку и в дальнейшем делила жизнь между Бразилией и США, выступая в Старом Свете лишь эпизодически (концерты в Великобритании в 1925, 1939 и 1967 годах — последний в честь 15-летия коронации королевы Елизаветы II, а также в 1956 году в Австрии и Германии). Последний концерт Новаэс состоялся в 1972 году в Нью-Йорке.
Вершинами исполнительского творчества Новаэс считаются её интерпретации произведений Шопена и Шумана, а также Клода Дебюсси, с которым она встречалась в Париже.
Похоронена на кладбище Консоласан в г. Сан-Паулу.

## Личная жизнь
В 25 лет вышла замуж за архитектора и композитора Октавио Пинто.  В семье родились двое детей: Луис Октавио, ставший инженером, и Анна-Мария, ставшая певицей.